# Andres Urrutia
Pour les articles homonymes, voir Urrutia.
Andres Urrutia Badiola, né le 21 décembre 1954 à Bilbao, est un juriste, économiste, lexicographe, écrivain et académicien basque espagnol de langue basque et espagnole. Il est présentement le président de l'Académie de la langue basque ou Euskaltzaindia, et ce depuis 2005, après Jean Haritschelhar.

## Biographie
Andres Urrutia exerce sa profession de notaire à Ondarroa entre 1981 et 1994. Ensuite, il est professeur de droit civil et foral à l'université de Deusto.
Collaborateur au Centre basque de terminologie et lexicographie, l'UZEI, il prend part à la rédaction de dictionnaires concernant des thèmes juridiques, administratifs et urbanistiques. Comme correspondant d'Euskaltzaindia, il s'occupe des questions juridiques et économiques de l'Académie. Il en est devenu membre en 1997, en remplacement d'Alfontso Irigoien.
Auteur d’œuvres techniques comme Euskara legebildean (1991) et littéraires, comme le résumé de récits Orrialdeak (1992), il traduit en basque des auteurs comme Álvaro Cunqueiro (Hareazko erlojua), J. R. R. Tolkien (Silmarilion) ou James Joyce (Ostatua).

## Publications
- Orrialdeak, Labayru, 1992
- Berbondo, Labayru, 2004